# الحرب الكونغية العربية
الحرب الكونغية العربية وتعرف كذلك بالحرب البلجيكية العربية. وقعت في جمهورية الكونغو الديمقراطية بين قوات الملك ليوبولد الثاني الكونغية وبين تجار الرقيق الزنجباريين العرب. وقع القتال في شرق الكونغو بين الأعوام 1892 و1894 وكانت حرب بالوكالة حيث قاتل الكونغوليون الأصليون فيه بشكل رئيسي. سبب القتال الرئيسي كان اقتصاديًا حيث تنافس ليوبولد والعرب للسيطرة على ثروات الكونغو.